# Josip Čorak
Josip Čorak   (Gospić, 14 de juny de 1943 - 28 de novembre de 2023) va ser un lluitador croat, especialista en lluita grecoromana, que va competir sota bandera iugoslava durant les dècades de 1960 i 1970.
El 1972 va prendre part en els Jocs Olímpics d'Estiu de Munic, on guanyà la medalla de plata en la competició del pes semi pesat del programa lluita grecoromana.
En el seu palmarès també destaquen una medalla d'or i una de bronze al Campionat d'Europa de lluita, el 1969 i 1970 respectivament, i una medalla d'or i dues de plata als Jocs del Mediterrani.